# Новопавловка (Костанайская область)
Новопавловка (каз. Новопавлов) — село в Карасуском районе Костанайской области Казахстана. Административный центр и единственный населённый пункт Новопавловского сельского округа. Код КАТО — 395261100.

## Население
В 1999 году население села составляло 1691 человек (837 мужчин и 854 женщины). По данным переписи 2009 года, в селе проживало 1165 человек (572 мужчины и 593 женщины).